# Lieven Gevaert
Pour les articles homonymes, voir Gevaert.
Lieven Gevaert, né à Anvers le 28 mai 1868 et mort à La Haye (Pays-Bas) le 2 février 1935 , est un industriel belge, fondateur de la société Gevaert & Co (de) qui donnera naissance en 1964 à Agfa-Gevaert. Il est aussi un militant flamand.

## Biographie
Le père de Lieven Gevaert meurt alors qu'il n'est âgé que de trois ans. En 1889, il fonde avec sa mère une société qui produit du papier photographique d'après les méthodes traditionnelles de production. En 1894, Lieven Gevaert fonde la société Gevaert & Co, dénommée en 1920 N.V Gevaert Photo-producten. En 1964, celle-ci fusionne avec Agfa AG pour constituer Gevaert-Agfa NV devenue plus tard Agfa-Gevaert NV.
Déjà à un âge précoce, il se sent socialement responsable et désire faire avancer le statut du néerlandais en Belgique. Ses idées personnelles sont fortement influencés par l'encyclique sociale Rerum novarum (1891) du pape Léon XIII ainsi que par les écrits de Lodewijk De Raet (nl). Il soutient plusieurs initiatives flamandes, mais reste en dehors de la politique. Ses principaux objectifs sont l'introduction du néerlandais en Belgique comme langue des affaires et l'établissement de cours dans cette langue destinée à une élite flamande. En 1926, lorsque le Vlaams Economisch Verbond (VEV), une importante association commerciale flamande, est instaurée, Gevaert en est le premier président.
Il fonde le Sint-Lievenscollege à Anvers qui est une des premières écoles où les cours sont totalement dispensés en néerlandais.
Lieven Gevaert a habité Belgiëlei (nl), à Anvers.